# 평균율
평균율(平均律, 영: Equal temperament, 독: Gleichstufige Stimmung)은 옥타브를 똑같은 비율로 나눈 음률이다. 제일 많이 쓰이는 것은 옥타브를 열두 개의 반음정으로 나눈 12평균율로, 대부분의 서양 조성 음악에 쓰인다. 그 밖에도 19평균율과 31평균율이 있으며, 아라비아 음악에서는 24평균율도 쓰인다.
평균율은 어느 조성에서도 모든 음이 동일한 음정을 갖는다는 장점이 있다. 때문에 변조가 자유롭다는 등의 여러 가지 장점이 있어, 12평균율은 19세기 이후로 서양음악의 표준 음률처럼 여겨져 왔다. 평균율의 발명은 다성조 음악, 무성조 음악 등의 발전에 크게 공헌했고, 이후의 음렬주의 음악과 재즈의 발전에도 영향을 미쳤다.
그러나 평균율에서는 완전 8도를 제외한 어떤 음정도 완전히 협화음이 되지 않기 때문에 순정률만큼 사람의 귀에 아름답게 들리지 않는다. 그 때문에 음을 기계적으로 조율할 필요가 없는 합창단이나 현악 앙상블은 순정률에 가까운 조율을 사용한다. 또한 관악기나 건반 악기, 프렛 악기(en, de)에서도 정확한 평균율에 맞춰 조율하는 것은 기술적으로 어려우므로 그에 근사한 조율을 사용한다.

## 같이 보기
- 순정률
- 온음계와 반음계